# Generador termoelèctric per radioisòtops

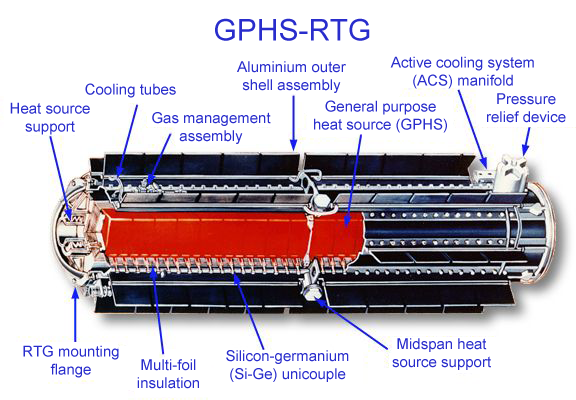
Diagrama del RTG utilitzat a la sonda Cassini

Un generador termoelèctric de radioisòtops o RTG (de l'anglès Radioisotope Thermoelectric Generator) és un generador elèctric simple que obté la seva energia de l'alliberada per la desintegració radioactiva de determinats elements. En aquest dispositiu, la calor alliberada per la desintegració d'un material radioactiu es converteix en electricitat directament gràcies a l'ús d'una sèrie de termoparells, que converteixen la calor en electricitat gràcies a l'efecte Seebeck en l'anomenat Generador Termoelèctric de Calor (o HTG en anglès).
Els RTG es poden considerar un tipus de bateria i s'han usat en satèl·lits, sondes espacials no tripulades i instal·lacions remotes que no disposen d'un altre tipus de font elèctrica o de calor. Els RTG són els dispositius més adequats en situacions on no hi ha presència humana i es necessiten potències de diversos centenars de vats durant llargs períodes, situacions en les quals els generadors convencionals com les piles de combustible o les bateries no són viables econòmicament i on no poden usar-se cèl·lules fotovoltaiques.